# Pico Humión
El pico Humión, o Umión, es una montaña situada en el Valle de Tobalina, en la provincia de Burgos (España). Posee una altitud de 1437 m s. n. m. y forma parte de los Montes Obarenes, así como del Parque natural de Montes Obarenes-San Zadornil.

## Descripción

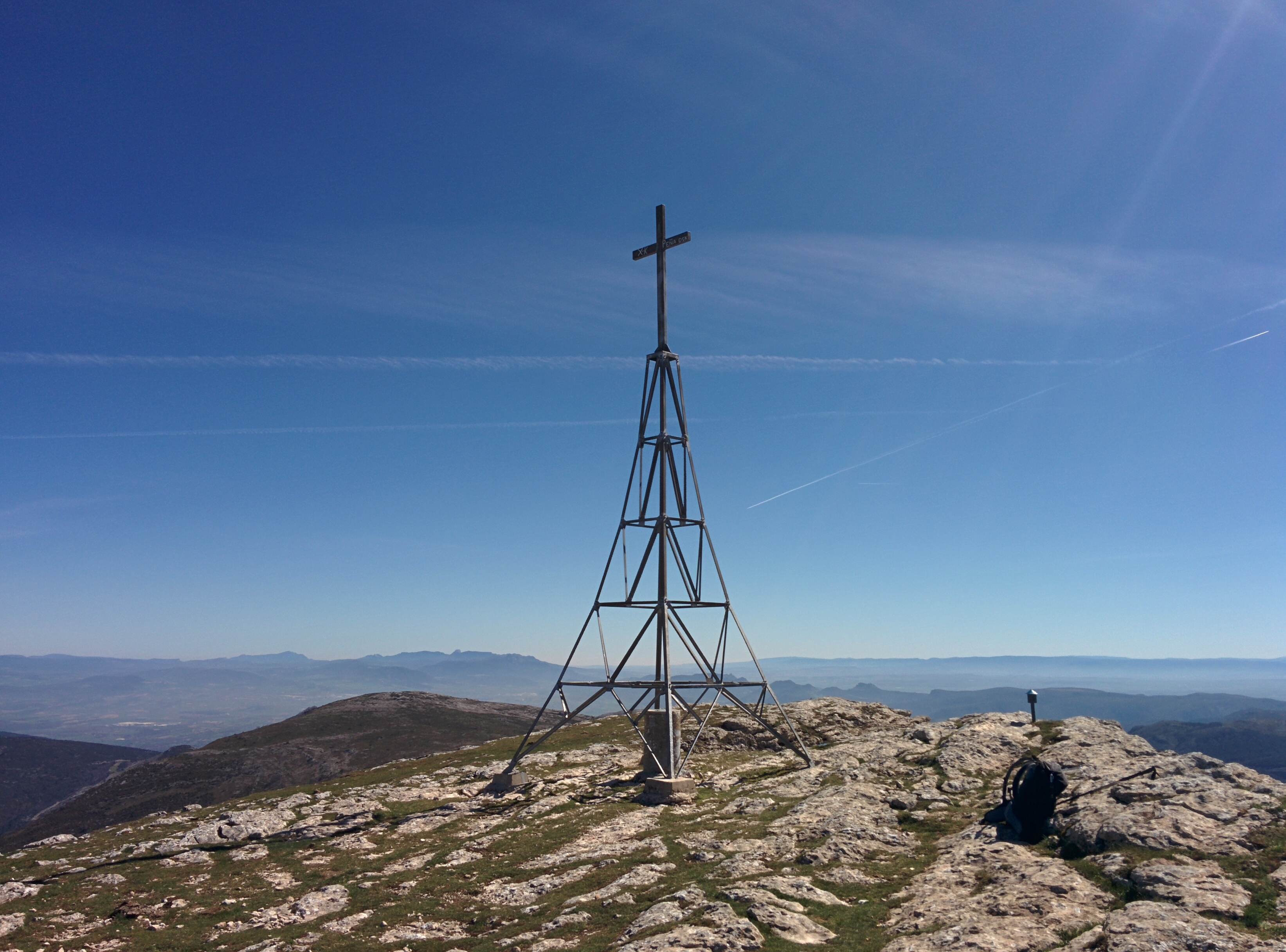
Cruz situada en su cima

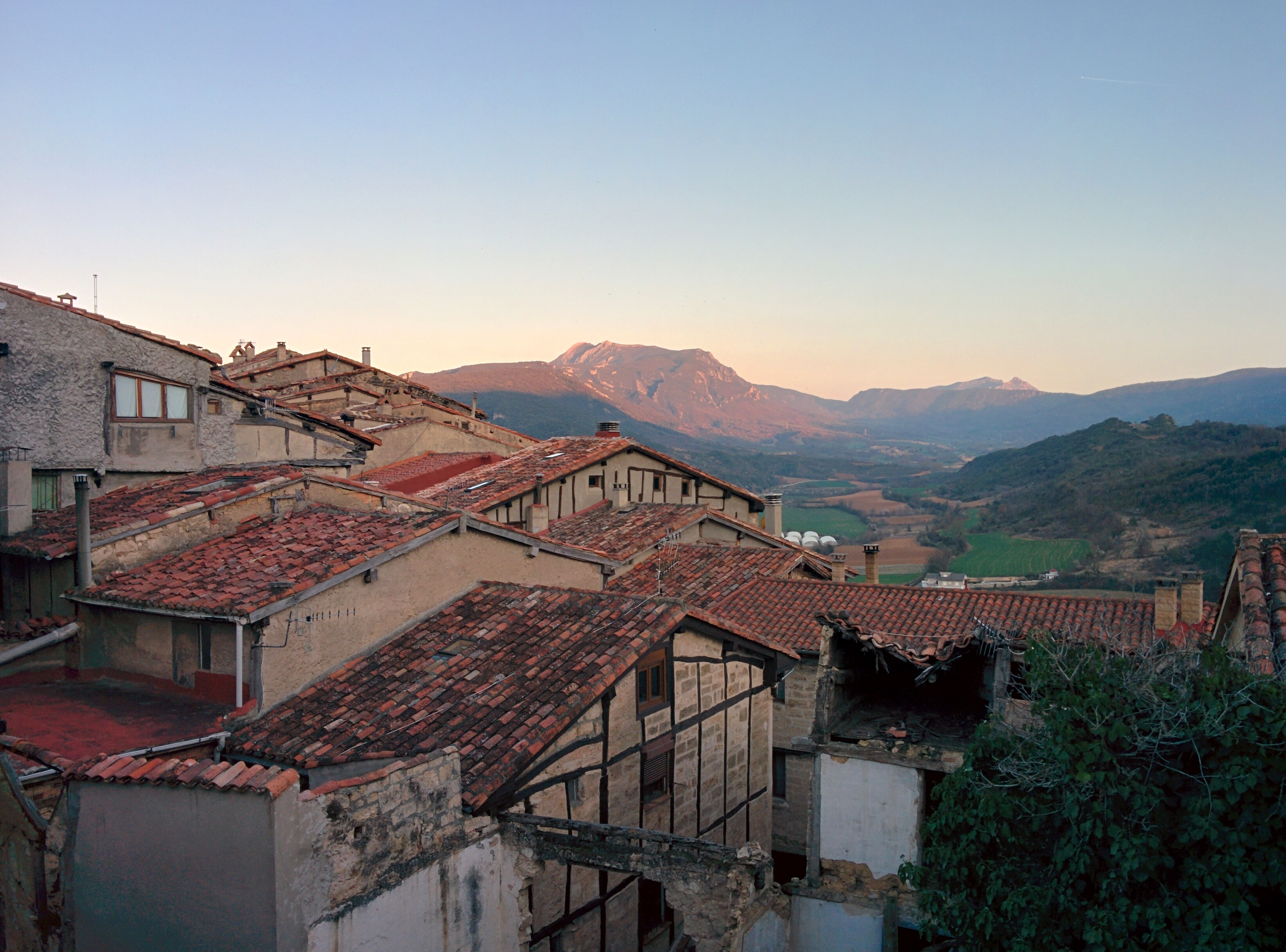
El pico Humión, en segundo plano, visto desde Frías

Es la cima más alta de los montes Obarenes y desde su cumbre pueden verse, en días muy despejados, las montañas de diez provincias distintas. Al norte el monte Gorbea, en pleno centro del País Vasco y de una altura similar al Humión; al sur se pueden apreciar, en primer término, Los Montes de Ayago y su meseta de similar altitud, y detrás de estos, la Sierra de la Demanda con 2270 m s. n. m. con sus picos de San Lorenzo y San Millán.

«...Los Montes Obarenes constituyen las últimas y más meridionales estribaciones de la Cordillera Cantábrica y configuran un apretado conjunto de estrechos y fracturados sinclinales y anticlinales. Entre estos últimos destaca el macizo e imponente anticlinal de Humión. Sus erguidos relieves, formados por apretadas calizas de Cretáceo Superior, dan origen a un enhiesto e impresionante murallón que se alza más de 800 metros sobre el gran sinclinal de Tobalina...»

## Ascensión
La ascensión a la cumbre del Humión se puede hacer por las dos vertientes, norte o sur:
- Sur: es la más sencilla y se hace desde Cubilla de la Sierra.
- Norte: supera un desnivel superior a los 800 metros y se aborda desde Orbañanos.

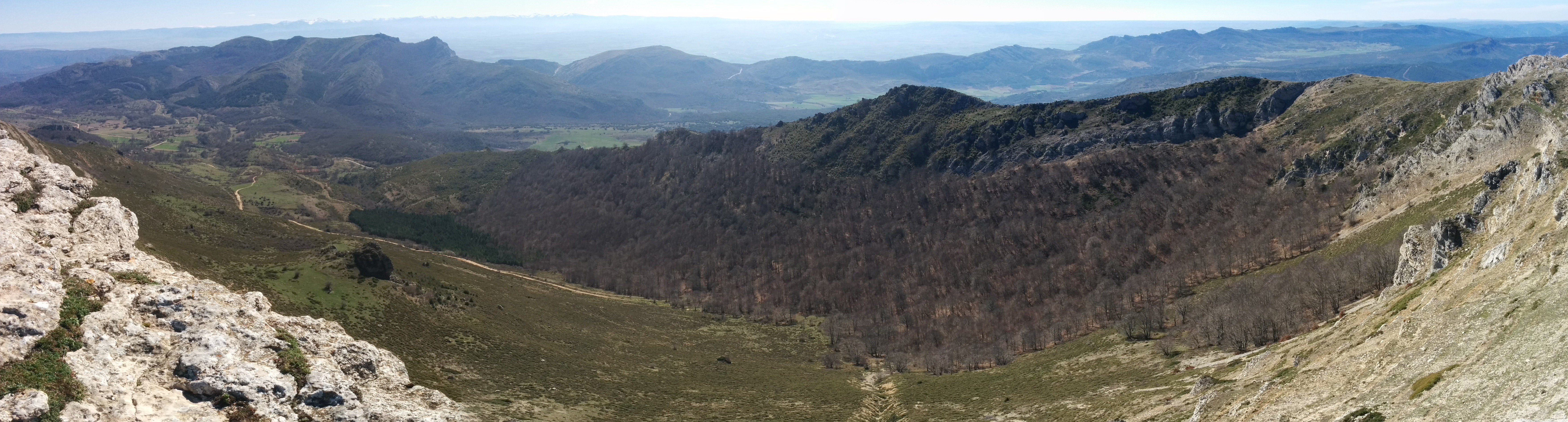
Valle en la vertiente sur

## Parapente
La práctica de parapente es muy fácil por la amplitud de la ladera, que además es de hierba, facilitando en despegue. Hay buenas posibilidades térmicas a partir de la primavera, así como ladera explotable de 4 km. Para el aterrizaje se pueden utilizar los campos segados o no utilizados, que son múltiples.